# Pouliční móda

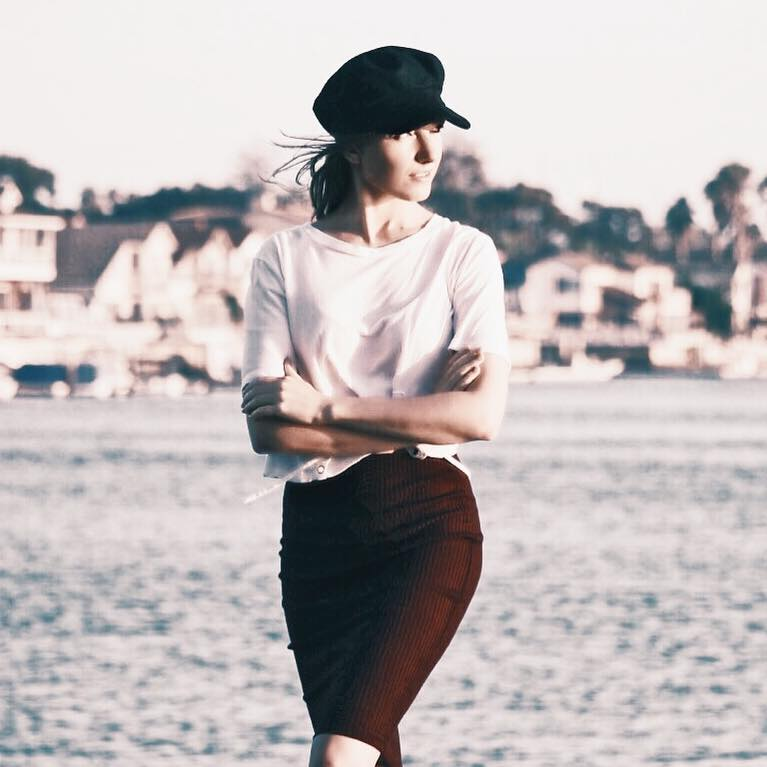
Móda ulice

Pouliční móda, též anglicky Street fashion, je výraz, který popisuje módu, která vzešla "z ulice", tj. nebyla vytvořena módními návrháři, nýbrž vznikla či byla výrazně ovlivněna lidovou kreativitou. Nejčastěji je spojována se subkulturami mládeže, které se rozvíjí ve velkoměstském prostředí ("urban") a vyznačuje se silnou osobní originalitou. V polovině prvního desetiletí 21. století se rozmohl trend fotografování pouliční módy, tj. zachycování stylu anonymních obyčejných lidí a zveřejňování jejich fotografií na blozích (mezi známé patří např. The Sartorialist, Garance Doré, GadeMode či Facehunter).
S pouliční módou jsou nejčastěji spojovány subkultury hippies, skinhead, gothic, punk, hip hop aj.
V dnešní době se street fashion objevuje čím dál častěji a dostává se i do běžného života. Už to není nějaká specifická část společnosti, ale běžný tzv. casual styl, který se hodí jak do pracovního dne, tak i na volnočasové aktivity. Společnost je čím dál více otevřená tomuto druhu módy také proto, že je velice pohodlný a přesto elegantní. Klasickým street stylem je mikina s kapucou, tričko s potiskem a klasické džíny nejlépe s vyšisovanými děrami. To je ten pravý street style, který zkrátka poznáte na první pohled.